# Silometopoides
Silometopoides Eskov, 1990 è un genere di ragni appartenente alla famiglia Linyphiidae.

## Distribuzione
Le otto specie oggi note di questo genere sono state rinvenute nell'Olartico.

## Tassonomia
A giugno 2012, si compone di otto specie:
- Silometopoides asiaticus (Eskov, 1995)[3] — Kazakistan
- Silometopoides koponeni (Eskov & Marusik, 1994)[3] — Russia
- Silometopoides mongolensis Eskov & Marusik, 1992 — Russia, Mongolia
- Silometopoides pampia (Chamberlin, 1948) — Russia, Canada, Groenlandia
- Silometopoides pingrensis (Crosby & Bishop, 1933)[4] — USA
- Silometopoides sibiricus (Eskov, 1989)[3] — Russia
- Silometopoides sphagnicola Eskov & Marusik, 1992 — Russia
- Silometopoides tibialis (Heimer, 1987) — Russia, Mongolia

### Specie trasferite
- Silometopoides sachalinensis Eskov & Marusik, 1994; trasferita al genere Silometopus Simon, 1926[1].